# 下川井町
下川井町（しもかわいちょう）は横浜市旭区の町名。丁番を持たない単独町名である。住居表示未実施。

## 沿革
古くは都筑郡下川井村で、1889年（明治22年）4月1日に周辺5ヶ村と合併し都岡村大字下川井となった。1939年（昭和14年）4月1日に横浜市に編入。保土ケ谷区下川井町となる。1969年10月1日に、行政区再編により旭区に編入され、現在に至る。

## 地理
旭区のやや北部に位置する。町の南部を県道丸子中山茅ヶ崎線（中原街道）、北西部を保土ヶ谷バイパスが通る。下川井インターチェンジが知られているが、同インターは町域から西方に外れた矢指町と金が谷に位置する。町内には神奈川県立旭高等学校があるほか、程ヶ谷カントリー倶楽部と追分市民の森の一部も町域にかかる。鉄道は通っておらず、三ツ境駅への路線バスが利用できる。町内には相鉄バス旭営業所があり、町域から外れる旭高校入口停留所からは二俣川駅への路線バスも運行されている。町の面積は1.088km²。

## 世帯数と人口
2025年（令和7年）6月30日現在（横浜市発表）の世帯数と人口は以下の通りである。
| 町丁     | 世帯数  | 人口    |
| -------- | ------- | ------- |
| 下川井町 | 696世帯 | 1,404人 |

### 人口の変遷
国勢調査による人口の推移。
| 年                 | 人口  |
| ------------------ | ----- |
| 1995年（平成7年）  | 1,468 |
| 2000年（平成12年） | 1,407 |
| 2005年（平成17年） | 1,407 |
| 2010年（平成22年） | 1,606 |
| 2015年（平成27年） | 1,587 |
| 2020年（令和2年）  | 1,571 |

### 世帯数の変遷
国勢調査による世帯数の推移。
| 年                 | 世帯数 |
| ------------------ | ------ |
| 1995年（平成7年）  | 452    |
| 2000年（平成12年） | 471    |
| 2005年（平成17年） | 498    |
| 2010年（平成22年） | 535    |
| 2015年（平成27年） | 530    |
| 2020年（令和2年）  | 553    |

## 学区
市立小・中学校に通う場合、学区は以下の通りとなる（2024年11月時点）。
| 番・番地等 | 小学校             | 中学校             |
| ---------- | ------------------ | ------------------ |
| 全域       | 横浜市立都岡小学校 | 横浜市立都岡中学校 |

## 事業所
2021年（令和3年）現在の経済センサス調査による事業所数と従業員数は以下の通りである。
| 町丁     | 事業所数 | 従業員数 |
| -------- | -------- | -------- |
| 下川井町 | 99事業所 | 1,621人  |

### 事業者数の変遷
経済センサスによる事業所数の推移。
| 年                 | 事業者数 |
| ------------------ | -------- |
| 2016年（平成28年） | 87       |
| 2021年（令和3年）  | 99       |

### 従業員数の変遷
経済センサスによる従業員数の推移。
| 年                 | 従業員数 |
| ------------------ | -------- |
| 2016年（平成28年） | 1,513    |
| 2021年（令和3年）  | 1,621    |

## 交通

### 道路
- 神奈川県道45号丸子中山茅ヶ崎線

## 施設
- 神奈川県立旭高等学校

## その他

### 日本郵便
- 郵便番号 : 241-0806[3]（集配局：横浜旭郵便局[17]）

### 警察
町内の警察の管轄区域は以下の通りである。
| 番・番地等 | 警察署   | 交番・駐在所 |
| ---------- | -------- | ------------ |
| 全域       | 旭警察署 | 都岡駐在所   |

## 参考資料
- “横浜市町区域要覧” (PDF).   横浜市市民局 (2016年6月). 2023年6月6日閲覧。 “横浜市町区域要覧”
- 昭文社 編『県別マップル 神奈川県広域・詳細道路地図』昭文社、2006年。ISBN 4-39-862699-9。
- ちず丸（昭文社）2011年2月4日閲覧